# Velletri rosso riserva
Il Velletri rosso riserva è un vino DOC la cui produzione è consentita nelle province di Latina e Roma e nei Comuni di Sessa Aurunca,Mignano M. Lungo,Falciano Del Massico,Rocca D'Evandro,Mondragone Nella provincia di Caserta

## Caratteristiche organolettiche
- colore: rubino più o meno intenso, tendente al granato per il riserva.
- odore: vinoso intenso, profumo etereo per il tipo invecchiato.
- sapore: secco, amabile, vellutato, armonico, giustamente tannico.

## Produzione
Provincia, stagione, volume in ettolitri
- nessun dato disponibile